# Масований ракетно-дроновий обстріл Івано‑Франківська (21 липня 2025)

## Масований ракетно-дроновий обстріл Івано-Франківська (21 липня 2025)
Масований обстріл Івано-Франківська 21 липня 2025 року — одна з найпотужніших атак на місто Івано-Франківськ і навколишні громади, здійснена з боку Російської Федерації під час повномасштабного вторгнення в Україну. Внаслідок комбінованої атаки із застосуванням ударних безпілотників та ракет різного типу було пошкоджено цивільну інфраструктуру, постраждали мирні мешканці, виникли численні пожежі.
Ця атака була визнана місцевою владою наймасштабнішою на території Івано-Франківської громади з 24 лютого 2022 року.

## Передумови
З початку повномасштабної війни Росії проти України Івано-Франківськ як важливе тилове місто був під загрозою обстрілів. До літа 2025 року більшість атак у регіоні були епізодичними та не мали таких наслідків. З липня 2025 року спостерігалося зростання інтенсивності ракетних та дронових атак по всій території України, включаючи західні області, які раніше вважалися відносно безпечними.

## Перебіг подій
Атака розпочалася в ніч із 20 на 21 липня 2025 року. Повітряна тривога в Івано-Франківській області була оголошена щонайменше тричі: перша — близько 00:22, друга — з 02:34 до 05:50, третя — близько 05:54.
Близько 03:11 зафіксовано першу хвилю масованих вибухів у місті. Усього пролунало щонайменше сім серій вибухів. За даними Повітряних сил ЗСУ, Росія застосувала поєднання ударних дронів Shahed-136/131, крилатих ракет "Калібр", балістичних ракет, а також гіперзвукових "Кинджалів".
Попри роботу систем ППО, кілька ворожих об’єктів прорвали оборону, спричинивши прямі влучання та уламкові пошкодження.

## Наслідки
У результаті удару постраждали як об’єкти в межах міста Івано-Франківська, так і кілька населених пунктів у складі Івано-Франківської громади.

### У місті Івано-Франківську
- Пошкоджено виробничо-складські приміщення площею понад 300 м².
- Частково знищено гаражі та відкриту стоянку для автомобілів (220 м²).
- Виникли масштабні пожежі на промислових територіях.
- Частина уламків впала у житлових кварталах, спричинивши пошкодження будинків.

### У навколишніх громадах
- У трьох селах Івано-Франківської громади пошкоджено житлові будинки, обвалено дахи, вибито вікна, зруйновано господарські споруди.
- У Городенківській громаді уламки ракети спричинили пожежу на приватній території. Пожежа була оперативно ліквідована рятувальниками.
- Зафіксовано збитки в сільськогосподарській сфері — зруйновано споруди та техніку.

## Постраждалі
Унаслідок обстрілу постраждало щонайменше чотири особи, серед яких одна дитина (12 років). Усі отримали легкі поранення від уламків скла та конструкцій. Постраждалим була надана медична допомога, серйозних загроз життю не виявлено.

## Реакція місцевої влади
Міський голова Івано-Франківська Руслан Марцінків назвав атаку «наймасштабнішою з початку повномасштабної війни». Він зазначив, що місто не зазнавало подібних масштабів руйнувань і обстрілів з 2022 року.
Також він звернувся до мешканців із проханням повідомляти про пошкодження до міських служб та ЦНАПів для фіксації фактів і подальшої компенсації. Усі інциденти офіційно задокументовані, зафіксовано десятки випадків пошкодження приватної власності.

## Правова кваліфікація
Прокуратура Івано-Франківської області відкрила кримінальне провадження за фактом порушення законів і звичаїв війни (стаття 438 Кримінального кодексу України). Слідчі дії тривають. Місця обстрілів обстежують вибухотехніки, поліція та ДСНС.

## Оцінка і значення
Атака 21 липня 2025 року стала символом зміни тактики ворога — перенесення вогню на західні регіони України, які до того вважалися порівняно безпечними. Це спонукало місцеву владу та населення до перегляду рівня захисту критичної інфраструктури, сховищ та систем оповіщення.
Влада Івано-Франківської громади анонсувала посилення систем захисту, закупівлю додаткових засобів безпеки, а також нову програму підтримки для постраждалих мешканців.